# Codificación porcentual
La codificación porcentual (en inglés: percent-encoding), también denominada codificación URI o codificación URL, se usa en Internet para escribir los identificadores de nombres (URN) y ubicaciones (URL). Consta de dos grupos diferentes de caracteres, los no reservados y los reservados. Los no reservados incluyen las letras mayúsculas y minúsculas del alfabeto sin signos diacríticos, los números de 0 a 9, más los signos "-", "_", "." y "~". Los caracteres reservados pueden tener significados especiales, caso en que se representan por un número hexadecimal precedido del carácter "%". Esta codificación, dada en la tabla siguiente, consiste habitualmente en el signo "%" seguido del número hexadecimal ASCII correspondiente al carácter codificado.
| Código | %21               | %23     | %24        | %26          | %27       | %28                  | %29                | %2A                | %2B              |
| Signo  | !                 | #       | $          | &            | '         | (                    | )                  | *                  | +                |
| Nombre | cierra admiración | numeral | pesosdólar | etampersand  | apóstrofo | paréntesis izquierdo | paréntesis derecho | asterisco          | más              |
|        |                   |         |            |              |           |                      |                    |                    |                  |
| Código | %2C               | %2F     | %3A        | %3B          | %3D       | %3F                  | %40                | %5B                | %5D              |
| Signo  | ,                 | /       | :          | ;            | =         | ?                    | @                  | [                  | ]                |
| Nombre | coma              | barra   | dos puntos | punto y coma | igual     | cierra interrogación | arroba             | corchete izquierdo | corchete derecho |

No hay acuerdo generalizado sobre la codificación de otros caracteres, en especial los siguientes a los 128 primeros caracteres ASCII. Son de uso generalizado en Internet, pero no siempre concordante, los siguientes caracteres, algunos de los cuales ya están en la lista de no reservados: 
| Código | %20     | %22     | %25        | %2D   | %2E   | %3C   | %3E   | %5C           | %5E                | %5F        | %60          | %7B             | %7C                 | %7D           | %7E        | %C2%B4            |
| Signo  |         | "       | %          | -     | .     | <     | >     | \             | ^                  | _          | `            | {               | \|\|\|} \|\|~ \|\|´ |               |            |                   |
| Nombre | espacio | comilla | por ciento | guion | punto | menor | mayor | barra inversa | acento circunflejo | guion bajo | acento grave | llave izquierda | pleca               | llave derecha | virgulilla | acento agudotilde |